# Ognjen Damnjanović
Ognjen Damjanović (Огњен Дамњановић; sinh 20 tháng 4 năm 1985 ở Šabac) là một tiền đạo bóng đá Serbia thi đấu cho TSC Bačka Topola.

## Danh hiệu
Napredak Kruševac
- Serbian First League: 2015–16